# テラクレスタII
『テラクレスタII マンドラーの逆襲』 (TERRA CRESTA II Mandler no Gyakushuu) は、1992年11月27日に日本物産（ニチブツ）から発売されたPCエンジン用の縦スクロールシューティングゲーム。キャッチコピーは「宿敵! マンドラーの逆襲」。開発はメイクソフトウェアが担当している。

## 概要
『テラクレスタ』（1985年）の正式な続編で、前作の後の話。『テラクレスタ』の合体システムや火の鳥、ザコキャラクターも健在。後半ステージに、前作の時代にタイムスリップするという旧作ファンへのサービスがあり、ステージやボス、BGMが旧作のものになる。ファミリーコンピュータ版『テラクレスタ』にあったフォーメーションエディットもあり、本作では5機フォーメーションだけではなく4機以下でのフォーメーションもエディットすることが可能である。
本作にはハドソンのキャラバンシューティングシリーズに存在した2分・5分のタイムアタックモードがあり、ゲーム性やステージ構成、ボスキャラクターもそれに近いものになっている。

## ゲーム内容

### システム
基本的には前作とほとんど変わらないが、ステージ（面）の概念が導入されており、全部で6ステージ存在する。1ステージ中に複数のエリアが存在し、エリアの最終地点にはボスキャラクターが配備されている。これを破壊するとエリアクリア（あるいはステージクリア）となり、次のエリア（または次のステージ）に突入する。装備していたパーツや残りフォーメーション回数については、次エリアまたは次ステージに持ち越せる。
自機が敵機の攻撃を受けた際の処理が自機の状態に応じて変わる点は前作と同様であるが、受けるペナルティが前作よりも緩和されており、前作ほど一気に激しいパワーダウンはしなくなった（#攻撃を受けた際のペナルティを参照）。また前作では自機が破壊された際のリスタート（復活方式）はいわゆる戻り復活制だったが、本作はその場復活制となっている。
操作についても前作とほぼ同様であり、2ボタンにそれぞれショット発射、フォーメーション展開の機能が割り当てられている。これに加えてSELECTボタンで自機のスピードを調整する機能が搭載されている。

### 自機・パーツ
自機はウイングギャリバーIIである。自機の装備と各パーツの関係は前作とほぼ同様である。中枢となる自機（1号機）に対し、計4つのパーツを装備でき、装備しているパーツの数に応じてフォーメーションを展開することができ、4機全て装着（5機合体）すると火の鳥になり、一定時間無敵になる。

#### 各機体の解説
各パーツ（2号機から5号機）の担う機能は前作と同一である。前作では各パーツは特定の位置に出現する格納庫から排出される形であったが、本作ではその番号に対応するアイテムキャリア（空中物）を攻撃し破壊することで出現する。
- 1号機 - 自機の中枢となる機体。ショットは2連装で前方へ直進するのみであり、フォーメーション中も（エディットにより発射方向を変更しない限り）変化することはない。本機が破壊されるとミスとなる。
- 2号機 - 主翼を担う横幅のある機体。合体するとショットが4連装になり、横方向の判定が広がる。
- 3号機 - 垂直尾翼を2枚備える機体。合体すると自機の後方にショットを撃てるようになる。
- 4号機 - 前方に装着される機体。合体すると前方に貫通弾を発射できるようになる。
- 5号機 - 後方に装着される機体。合体すると自機後方にバリアを張ることができる。前作とは異なり敵弾も防御できる。

#### フォーメーション
フォーメーションのシステムについても前作とほぼ同様である。「1つ以上のパーツを装備している」「Fマークがある」「火の鳥状態ではない」の条件が全て満たされている場合に限り、フォーメーションを展開でき、専用の攻撃を行うことができる。パーツを装着すると画面下部にFマークが3つ表示される。Fマーク1つにつきフォーメーションを1回展開することができる。フォーメーションは時限性で、一定時間経過により強制的にフォーメーションが解かれ再び合体する。
前作ではパーツを装備した時のみFマークが補充される仕組みで、5機合体したのちに3回フォーメーションを行うとパーツを破壊して再度パーツを補充しなければフォーメーションを行うことができなくなるが、本作では「F」マークがアイテムとして存在しており、これを回収することでパーツを破壊せずともFマークを1つ補充することができるようになっている。
「F」アイテムは各パーツと同様にアイテムキャリアが運んでくる。また点滅する「F」アイテムも別に存在し、これを取得すると画面下部のFマークが補充されると同時に点滅するようになり、この時にフォーメーションを展開すると各パーツが小さな火の鳥に変化し、普段とは違った攻撃を行うようになる（#ファイヤーフォーメーションを参照）。「F」マークの点滅効果は1つ以上ストックすることはできず、1度フォーメーションを行うと点滅は解除される。なお、「F」が3つストックされている状態で点滅する「F」アイテムを取得すると、画面全体を小型の火の鳥が飛び交い、自機が無敵になると同時に画面内の敵機にダメージを与え、敵弾をかき消す効果（F.R.B.）が発動する。
なお、前作と同様にフォーメーションの展開開始時とフォーメーションの解除時（フォーメーション展開中の全パーツが自機に装着される時）は1秒ほど無敵時間が存在する。
通常のフォーメーション
通常のフォーメーション攻撃については、ゲーム開始前にプレイヤーが独自にエディットすることが可能である。ここでは標準状態のフォーメーション攻撃について解説する。
- 2機 - 1号機の前方にパーツを配置。パーツからは三日月状のショットが前方に発射される。このフォーメーションの時のみパーツから発射されるショットは徐々に拡大する効果を持つ（エディットしても拡大効果は消せず、また射出方向は前方および後方にしか設定できない）。
- 3機 - 1号機の斜め前に逆三角形型になるよう各パーツを配置。それぞれ前方へショットを発射。
- 4機 - 1号機の前方に菱形を描くように各パーツを配置。それぞれ前方へショットを発射。
- 5機 - 1号機の前方に台形状に各パーツを配置し、五角形を描かせるフォーメーション。それぞれ前方へショットを発射。

ファイヤーフォーメーション
画面下部に表示されている「F」マークが点滅している状態でフォーメーションを行うとファイヤーフォーメーションという特殊なフォーメーション攻撃となり、各パーツが小さな火の鳥と化し通常とは異なる攻撃を行うようになる。この状態の時の各パーツは、敵弾を防ぎ敵機にダメージを与える効果が付与される。
- 2機 - 1匹の火の鳥が1号機の周囲を円形状に移動し続ける。火の鳥からは短い炎状のショットが前方に発射される。
- 3機 - 2匹の火の鳥が、それぞれ正反対方向に1号機の周囲を円形状に移動し続ける。火の鳥からは2機の時よりも長めの炎状ショットが前方に発射される。
- 4機 - 3機の状態に加え、1号機の後方に1匹の火の鳥が配置される。1号機の周囲を回る火の鳥からは前方に向かって切れ目の無い炎状のビームを放ち、自機後方の火の鳥からは後方へ切れ目の無い炎状のビームが放たれる。
- 5機 - 4匹の火の鳥が自機の周囲を円形状に移動し続ける。各火の鳥からは敵機を追尾する火の鳥状のショットが放たれる。

フォーメーションシュート
Fマークを全て消費しフォーメーションができなくなった状態の時にフォーメーションボタンを押すと、パーツが火の鳥に変化し敵機に突っ込む攻撃を行えるようになる。使用回数は無制限で「F」マークが補充されるか全パーツを失うまで何度でも使うことができる。

#### 攻撃を受けた際のペナルティ
前作と同様に、パーツを何も装備していない状態の自機（1号機）が攻撃を受けるとミスになり、残機を失う。
パーツ装備中に敵の攻撃を受けるとパーツのみ破壊される点も前作と同様であるが、1度に失うパーツ数は最大で2機までである。前作では同時に3機を失う場合もあった。
フォーメーション中の場合についても前作とほぼ同様で、各パーツについては無敵であるが、自機（1号機）はパーツを1つも装備していない状態のため、攻撃を受ければ即破壊され残機を失う。ただし前作とは異なり、フォーメーション展開中の各パーツは自機と共に破壊されずに四方八方に散らばっていく。この時各パーツはアイテムと化しており、復帰した自機が触れることで再装備することができる。

#### 火の鳥
前作にも存在したフィーチャーで、5機合体を果たすことで自機が炎に包まれ巨大な火の鳥となる。この時は無敵でかつ触れた敵機にダメージを与えることができる。この時も前作と同様にショットを撃つことができるが、前作とは異なり8方向に小型の火の鳥状のショットを放つ形に変更されている。火の鳥の効果は10秒で、制限時間を超過すると自動解除される。

## スタッフ
- ディレクター：川本裕昭
- デザイナー：中川京子、あしだたけし、やましたりょう、ながやまたいじ、上田進
- サウンド・クリエイター：赤松彰宏、老田佐千子
- プログラマー：長沢昌彦、高橋よしゆき、きくちじゅん
- アドバイザー：山本廣、駒井一夫、岡勝
- スペシャル・サンクス：KOTOBUKI、吉田健二

## 評価
ゲーム誌『ファミコン通信』の「クロスレビュー」では合計21点（満40点）、『月刊PCエンジン』では65・70・70・70・70の平均69点（満100点）、『マル勝PCエンジン』では5・6・6・4の合計21点（満40点）、『PC Engine FAN』の読者投票による「ゲーム通信簿」での評価は以下の通りとなっており、20.30点（満30点）となっている。また、この得点はPCエンジン全ソフトの中で317位（485本中、1993年時点）となっている。
| 項目 | キャラクタ | 音楽 | 操作性 | 熱中度 | お買得度 | オリジナリティ | 総合  |
| 得点 | 3.09       | 3.52 | 3.65   | 3.78   | 3.13     | 3.13           | 20.30 |